# El Guabo (Panama)
El Guabo è un comune (corregimiento) della Repubblica di Panama situato nel distretto di Chagres, provincia di Colón. Si estende su una superficie di 53,3 km² e conta una popolazione di 1.330 abitanti (censimento 2010).